# Daniel Rodríguez García
Daniel Rodríguez García (Esplugas de Llobregat, 13 de febrero de 1984) es un jugador español de baloncesto profesional. Con una altura de 1.82 metros juega en la posición de base en el CD Mensajero de la Palma  

## Biografía
Se formó como baloncestista en las categorías inferiores del Joventut de Badalona. En 2003/04 debuta en LEB con CB Tarragona, llegando a debutar en ACB como integrante del Plus Pujol Lleida disputando dos encuentros de la máxima categoría.
En las siguientes temporadas alterna la LEB, en la que formó parte del Melilla Baloncesto, con la LEB 2, jugando para el Gestibérica Vigo, Cai Huesca Cosarsa y CB Tarragona 2017. Desde la temporada 2009/10 ha participado ininterrumpidamente en LEB Oro, destacando siempre como uno de los mejores jugadores de la competición en su posición en los muchos equipos a los que perteneció: Servindustria Tarragona 2017 (2009-2010), UB La Palma (2010-2011), Cáceres Ciudad del Baloncesto (2011-2012), Força Lleida (2012-2013), Club Baloncesto Breogán (2013-2014), Club Deportivo Maristas Palencia (2014-2017, logrando el ascenso a Liga ACB en 2015/16), Club Melilla Baloncesto (2017-2018), Real Betis Baloncesto (2018-2019, logrando nuevamente el ascenso a ACB) y una segunda etapa en Club Deportivo Maristas Palencia (2019-22). En 2021/22 promedió 7.8 puntos y 2.4 asistencias en algo más de 17 minutos.
En julio de 2022, anunció que no continuaría en Palencia y días más tarde firmó con el Cáceres Patrimonio de la Humanidad, donde ya jugó diez años atrás, para disputar la temporada 2022/23, la cual completó disputando la totalidad de los partidos (34) y promediando 8 puntos y 2.8 asistencias. En la temporada 2023/24 permanece en el Cáceres Patrimonio de la Humanidad, con promedios de 5.9 puntos y 1.5 asistencias en 16 minutos.
En la temporada 2024/25 renueva con el Cáceres Patrimonio de la Humanidad para jugar en Segunda FEB, nueva denominación de la LEB Plata. Disputó 30 partidos con medias de 9.4 puntos y 2.3 asistencias. 
El 1 de febrero de 2023, al saltar a la cancha en el encuentro disputado entre el Cáceres Patrimonio de la Humanidad y el Oviedo Baloncesto en el Pabellón Multiusos de Cáceres, se convirtió en el jugador con más partidos disputados en la historia de la LEB Oro, un total de 543 en ese momento que superaban los 542 en los que participó Urko Otegui. Es también el segundo jugador que más asistencias ha repartido en la historia de la competición.